# Hesydrus palustris
Hesydrus palustris is een spinnensoort in de taxonomische indeling van de Trechaleidae.
Het dier behoort tot het geslacht Hesydrus. De wetenschappelijke naam van de soort werd voor het eerst geldig gepubliceerd in 1898 door Eugène Simon.